# 稲子川
稲子川（いなこがわ）は、静岡県富士宮市を流れる富士川水系の一級河川。

## 地理
天守山地の天子ヶ岳に源を発する。西沢、白水沢などの沢を合わせ、上稲子、下稲子地区を流れ下稲子地区で富士川に合流する。流れ込む複数の沢には滝があり、天子七滝が形成されている。流域には温泉が多い。

## 流域の観光地
- 新稲子川温泉（ユートリオ）
- 稲子川温泉
- 飛図温泉
- 天子七滝 - 「静岡県のみずべ100選」に指定されている。
- 平惟盛墓

## 流域の交通
最下流部付近で東海旅客鉄道（JR東海）身延線が稲子川を渡っており、川の東岸に稲子駅を設けている。道路は、国道469号が稲子駅からユートリオ付近まで稲子川に沿うようにして通っている。